# 핑크페퍼

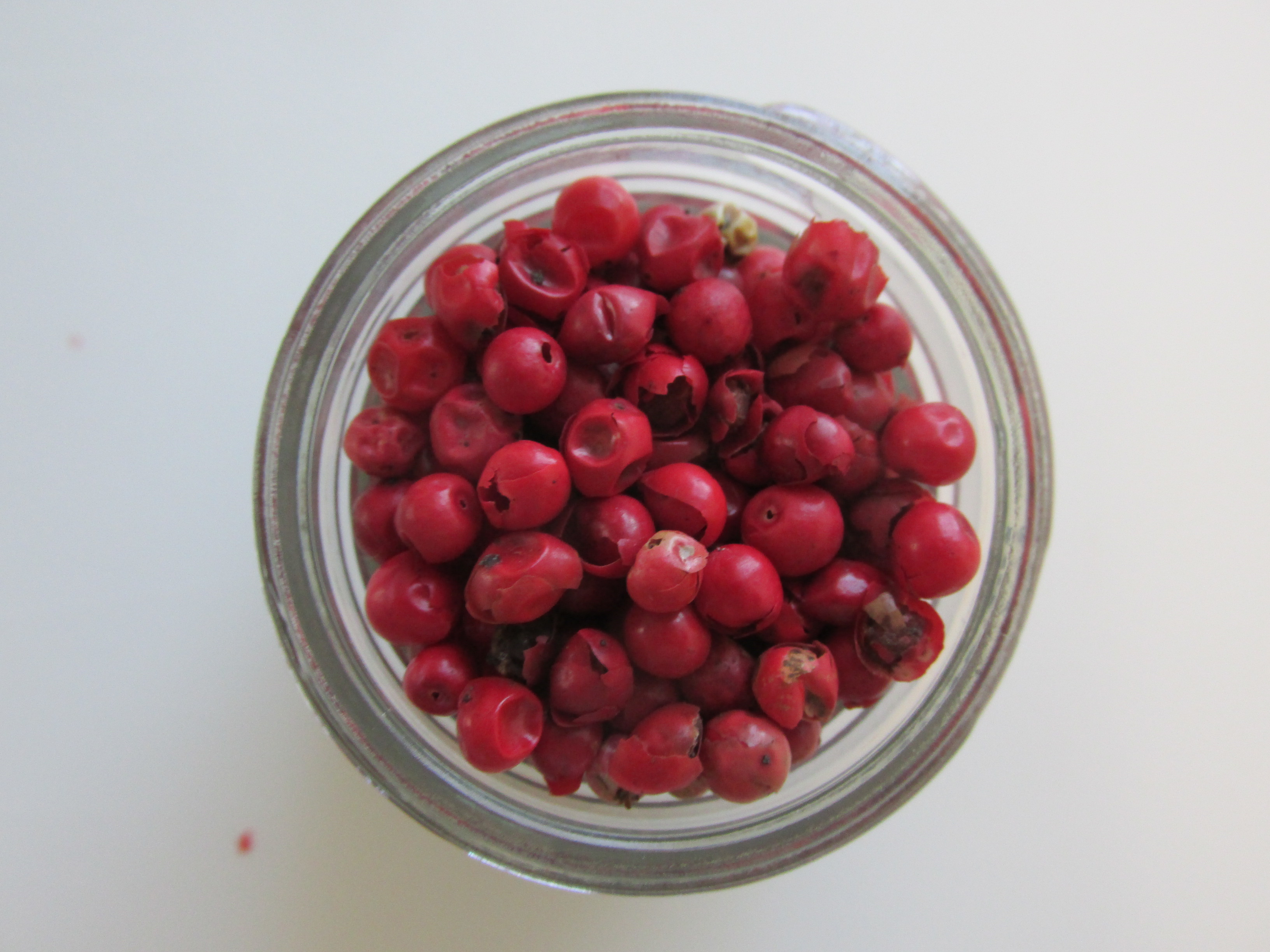
핑크페퍼

핑크페퍼(영어: pink pepper)는 페퍼나무와 브라질페퍼나무 등 페퍼나무속 식물의 열매이다. 말려서 후추와 비슷한 향신료로 쓰거나, 방향유를 추출해 향수 등을 만드는 데 쓴다.
페퍼나무속 식물은 캐슈와 마찬가지로 옻나무과 옻나무아과에 속하기 때문에, 핑크페퍼는 견과 알레르기가 있는 사람에게 과민 반응을 일으킬 수 있다. 후추과 식물인 후추의 열매를 말려 만든 향신료인 흑후추(블랙페퍼), 백후추(화이트페퍼), 녹후추(그린페퍼)는 핑크페퍼와 달리 견과 알레르기와 무관하다.

## 같이 보기
- 후추